# 1025年
| 千纪： | 2千纪 |
| 世纪： | 10世纪 \| 11世纪 \| 12世纪                                                                                 |
| 年代： | 990年代 \| 1000年代 \| 1010年代 \| 1020年代 \| 1030年代 \| 1040年代 \| 1050年代                            |
| 年份： | 1020年 \| 1021年 \| 1022年 \| 1023年 \| 1024年 \| 1025年 \| 1026年 \| 1027年 \| 1028年 \| 1029年 \| 1030年 |
| 纪年： | 乙丑年（牛年）；契丹太平五年；北宋天圣三年；大理明通三年；越南順天十六年；日本萬壽二年                     |

## 大事记
- 波列斯瓦夫一世加冕为第一位波蘭國王，正式建立波蘭王國。
- 注輦國王拉金德拉（英语：Rajendra Chola I）突擊三佛齊，巴鄰旁與許多大城市都被洗劫。
- 加兹尼蘇丹馬哈茂德設宴捉拿烏古斯人長老伊斯拉里與其子庫塔爾米什下獄，伊斯拉里之弟圖赫里勒·貝格接手長老一職。
- 9月17日——于格大帝在準備發動推翻父王羅貝爾二世的叛亂時，在貢比涅摔下馬來而駕崩。
- 12月25日——巴西爾二世正準備軍事遠征收復西西里島之際死亡，弟弟君士坦丁八世成為唯一拜占庭皇帝。

## 出生
- 儂智高（1025年－1055年，30岁）是中國北宋中期廣西廣源州（今靖西、田東一帶）壯族首領。

## 逝世
- 9月17日——于格大帝，卡佩王朝法蘭克人的國王羅貝爾二世與其第三任王后阿爾勒的康史坦絲的長子，也是其父王的共治國王。
- 12月25日——巴西爾二世，東羅馬帝国皇帝。